# León uralkodóinak listája
León királyai eredetileg Asztúria uralkodói voltak, de I. Ordono asztúriai király uralkodása során a királyság székhelyét León városba tette át, és megváltoztatta a királyság nevét is.
910-ben az asztúriai király felosztotta királyságát három fia között, így jött létre az önálló Leóni Királyság.
Az alábbi tábla nem tartalmazza Asztúria királyait, akikkel indult a királyság története, és a Kasztíliai Királyságba olvadás utáni uralkodókat sem tartalmazza.
Uralkodóházak:
- 910–1037: Kantábriai-ház
- 1037–: Navarrai-ház

## León királyai (910–1065)
| Portré                                                                  | Uralkodó                                            | Uralkodott | Megjegyzés                                                                                      |
| ----------------------------------------------------------------------- | --------------------------------------------------- | ---------- | ----------------------------------------------------------------------------------------------- |
| León királyai                                                           |                                                     |            |                                                                                                 |
|                                                                         | García * 871 † 914. január 19.                      | 910–914    | III. Nagy Alfonz fia.                                                                           |
|                                                                         | II. Ordoño * 873 † 924 júniusa                      | 914–924    | García öccse. 910-től Galicia trónján is ő foglalt helyet. Neve spanyolul: Ordoño II Adefónsiz. |
|                                                                         | II. Fruela * 875 † 925 márciusa                     | 924–925    | II. Ordoño öccse. 910-től galíciai uralkodó is.                                                 |
| –                                                                       | Froilaz Alfonz * ? † ?                              | 925        | Csak névlegesen uralkodott. Neve spanyolul: Alfonso Froilaz el Jorobado.                        |
|                                                                         | IV. Szerzetes Alfonz * 897 † 933 augusztusa         | 925–931    | II. Ordoño fia. Neve spanyolul: Alfonso IV el Monje.                                            |
|                                                                         | II. Nagy Ramiro * 898 † 951. január 5.              | 931–951    | IV. Alfonz öccse. Neve spanyolul: Ramiro II el Grande.                                          |
|                                                                         | III. Ordoño * 926 † 956. augusztus 30./november 13. | 951–956    | II. Ramiro fia.                                                                                 |
|                                                                         | I. Kövér Sancho * 932 † 966. december 19.           | 956–958    | III. Ordoño öccse. Első trónra lépése. Neve spanyolul: Sancho I el Craso.                       |
|                                                                         | IV. Rossz Ordoño * 924/926 † 962                    | 958–959    | IV. Alfonz fia. Neve spanyolul: Ordoño IV el Malo.                                              |
|                                                                         | I. Kövér Sancho (2x)                                | 959–966    | Másodszor a trónon.                                                                             |
|                                                                         | III. Gyermek Ramiro * 961 † 985. június 26.         | 966–985    | I. Sancho fia.                                                                                  |
|                                                                         | II. Köszvényes Bermudo * 953 † 999. szeptember      | 985–999    | III. Ordoño fia. Neve spanyolul: Bermudo II el Gotoso.                                          |
|                                                                         | V. Nemeslelkű Alfonz * 994 † 1028. július 5.        | 999–1028   | II. Bermudo fia. Neve spanyolul: Alfonso V el Noble.                                            |
|                                                                         | III. Bermudo * 1009/1010 † 1037. szeptember 4.      | 1028–1037  | V. Alfonz fia.                                                                                  |
| 1037-ben I. Ferdinánd kasztíliai király egyesítette Leónt Kasztíliával. |                                                     |            |                                                                                                 |

## Első szétesés (1065–1072)
1065-ben Ferdinánd halála után szétesett a királyság.
| Portré | Uralkodó                             | Uralkodott | Megjegyzés                           |
| ------ | ------------------------------------ | ---------- | ------------------------------------ |
|        | II. Sancho * 1037 † 1072. október 5. | 1065–1072  | Kasztília királya. I. Ferdinánd fia. |
|        | VI. Alfonz * 1039 † 1109. június 30. | 1065–1072  | León királya. II. Sancho fivére.     |

1072-ben VI. Alfonz egyesítette a királyságot.

## Második szétesés (1158–1230)
VII. Császár Alfonz halála (1157. augusztus 21.) után ismét különvált Kasztília és León trónja.
| Portré        | Uralkodó                                                    | Uralkodott | Megjegyzés         |
| ------------- | ----------------------------------------------------------- | ---------- | ------------------ |
| León királyai |                                                             |            |                    |
|               | II. Ferdinánd * 1137 † 1188. január 22.                     | 1157–1188  | VII. Alfonz fia.   |
|               | IX. Alfonz * 1171. augusztus 15. † 1230. szeptember 23./24. | 1188–1230  | II. Ferdinánd fia. |

IX. Alfonz halála után III. (Szent) Ferdinánd kasztíliai király örökölte León trónját. A két ország többé nem vált szét; királyaikat Kasztília uralkodóinak listája sorolja fel.